# Late Developers
Late Developers è il dodicesimo album in studio del gruppo musicale scozzese Belle and Sebastian, pubblicato nel 2023.

## Tracce
Testi e musiche di Stuart Murdoch, Stephen Jackson, Sarah Martin, Christopher Geddes, Richard Colburn, Robert Kildea e David McGowan, eccetto dove indicato.

1. Juliet Naked – 3:22
2. Give a Little Time – 3:32
3. When We Were Very Young – 3:52
4. Will I Tell You a Secret – 2:15
5. So in the Moment – 3:23
6. The Evening Star – 4:25
7. When You're Not with Me – 4:42
8. I Don't Know What You See in Me – 3:39 (Pete Ferguson)
9. Do You Follow – 4:19
10. When the Cynics Stare Back from the Wall – 4:21
11. Late Developers – 4:21

## Formazione
Belle and Sebastian
- Stuart Murdoch
- Stevie Jackson
- Sarah Martin
- Chris Geddes
- Richard Colburn
- Bobby Kildea
- David McGowan

Altri musicisti
- Ryan Quigley – tromba, flicorno
- Paul Towndrow – sassofono tenore, sassofono baritono
- Michael Owers – trombone
- Leon McCrary – cori
- Charles Henderson-McCrary – cori
- Anjolee Williams – cori
- Olivia Walker – cori
- Patience Henderson-McCrary – cori
- Sarah Wilson – violoncello (4)
- Brian McNeill – tastiera (8)
- Pete Ferguson – voce, tastiera (8)
- Kevin Burleigh – percussioni (9)
- Tracyanne Campbell – voce (10)